# Borisav Jović
Borisav Jović (Nikšić kod Kragujevca, 19. listopada 1928. − Beograd, 13. rujna 2021.),  bio je srbijanski i jugoslavenski političar.

## Životopis
Studirao je na Ekonomskom fakultetu Sveučilišta u Beogradu, diplomirao 1952., a doktorirao 1965. godine. Tijekom karijere obnašao je razne visoke državne funkcije, uglavnom na području društveno-ekonomskog razvoja. Bio je veleposlanik SFRJ u Italiji između 1975. i 1979. Godine 1983. izabran je za potpredsjednika Skupštine Srbije.
28. ožujka 1989. izabran je za srbijanskog člana Predsjedništva SFRJ. Bio je potpredsjednik Predsjedništva SFRJ od 15. svibnja 1989. do 15. svibnja 1990., a zatim predsjednik Predsjedništva SFRJ od 15. svibnja 1990. do 15. svibnja 1991. godine. Dana 15. ožujka 1991. Jović je podnio ostavku pošto Predsjedništvo SFRJ kao Vrhovno zapovjedništvo Oružanih snaga SFRJ nije odobrilo prijedlog Stožera o uvođenju izvanrednog stanja u zemlji, ali Narodna skupština Srbije nije prihvatila njegovu ostavku.
Bio je predsjednik Socijalističke partije Srbije od 24. svibnja 1991. do 24. listopada 1992., što je prethodno bio Slobodan Milošević koji je taj položaj formalno napustio (ali je neslužbeno u njoj zadržao presudni utjecaj), jer po Ustavu nije mogao istovremeno biti predsjednik stranke i predsjednik Srbije. Kada se Milošević službeno vratio na čelo stranke, Jović je postao potpredsjednik SPS-a i ostao na toj funkciji do kraja studenog 1995.
Preminuo je od posljedica Covid-19 u Beogradu, 13. rujna 2021. godine. 

## Djela
- Akcija za promene (Beograd, 1988)
- Datum za istoriju: 28. mart 1989. (Beograd, 1989)
- Komadanje Jugoslavije (Beograd, 1992)
- Poslednji dani SFRJ: Izvodi iz dnevnika (Beograd, 1995)
- Knjiga o Miloševiću (Beograd, 2001)
- Od Gazimestana do Haga: Vreme Slobodana Miloševića (Beograd, 2009)
- Politički lavirint devedesetih: Intervju britanskoj televiziji BBC (Beograd, 2010)
- Zašto bih ćutao (Beograd, 2014)
- Kako su Srbi izgubili vek: Tragična sudbina Srba u zajedničkoj državi (Beograd, 2016)

## Vanjske povezice
- Borisav Jović, bivši predsjednik Predsjedništva SFRJ, umro od covida-19